# シムチューン
『シムチューン』（SimTunes シムチューンズ）は、1997年6月に発売されたMicrosoft Windows 95用の子供向けペイントソフト/音楽ソフトである。岩井俊雄デザインで、マクシスから発売されたパソコンゲームであるが、1993年頃に任天堂でスーパーファミコン向けに開発されていたが発売が中止された『サウンドファンタジー』（開発中の名称は『サウンドファクトリー』）の主要な要素をリファインして製品化したものである（参: en:Sound Fantasy）。
ペイントで使用する色には対応する音階が割り当てられており、描いた絵の上に楽器の音色を持つバグを走らせることによって音楽が奏でられる。単純に描いた絵を演奏するだけでなく、ドットを一つずつ打ってミュージックシーケンサーのように使用することもできる。